# ITunes Festival: London 2011 (My Chemical Romance)
iTunes Festival: London 2011 è un EP registrato dal vivo all'iTunes Festival 2011 tenutosi a Londra, contiene 6 delle 17 canzoni suonate dai My Chemical Romance.

## Tracce
1. Hangh 'Em High – 4:34
2. Mama – 5:29
3. Sing – 5:25
4. Teenagers – 4:01
5. Vampires Will Never Hurt You – 7:45
6. The Kids from Yesterday – 7:42

## Formazione
- Gerard Way - voce
- Ray Toro - chitarra solista, cori
- Frank Iero - chitarra ritmica, cori
- Mikey Way - basso
- Mike Pedicone - batteria